# Alexander Becker (Handballspieler)
Alexander Becker (* 27. September 1991 in Mannheim) ist ein deutscher Handballspieler. Der 1,98 Meter große Kreisläufer spielt beim Zweitligisten VfL Eintracht Hagen.

## Karriere
Alexander Becker begann in seiner Kindheit mit dem Handballspielen bei der SG/MTG/PSV Mannheim. Nachdem er von 2002 bis 2004 beim TSV Mannheim und anschließend für die HSG Mannheim gespielt hatte, wechselte Becker in der Saison 2006/07 zu den Rhein-Neckar Löwen. In seiner ersten Saison bei den Junglöwen, die damals noch als SG Kronau/Östringen aufliefen, wurde er als B-Jugendlicher bereits regelmäßig in der A-Jugend eingesetzt und gewann mit dem Team die Baden-Württembergische, die Süddeutsche und die Deutsche Meisterschaft 2008. Auch in der folgenden Saison 2008/09 erreichte er mit der A-Jugend das Final Four um die Deutsche Meisterschaft, aber nach zwei Niederlagen im Siebenmeterwerfen belegte das Team den vierten Platz. In seinem zweiten A-Jugend-Jahr ab 2009 stand er bereits im Bundesliga-Kader der Löwen und wurde gleichzeitig mit einem Zweitspielrecht für den Zweitligisten TSG Friesenheim ausgestattet. 
2010 wechselte Alexander Becker zur TSG Friesenheim, wo er im Lauf der Saison 2011/12 ein Zweitspielrecht für die Rhein-Neckar Löwen erhielt. Mit Friesenheim spielte er jeweils eine Saison in der Bundesliga und in der 2. Bundesliga. Seit der Saison 2012/13 lief er beim TV 1893 Neuhausen auf, die in dieser Saison in der Bundesliga spielten, aber 2013/14 wieder in die 2. Bundesliga abstiegen. 
Zur Saison 2014/15 wechselte Alexander Becker erneut zurück in die Bundesliga zum VfL Gummersbach. Im Sommer 2020 schloss er sich dem Drittligisten VfL Eintracht Hagen an. Mit Hagen stieg er 2021 in die 2. Bundesliga auf.
Mit der Jugend-Nationalmannschaft gewann Alexander Becker 2008 die U18-Europameisterschaft in Tschechien. Bei der U19-Weltmeisterschaft 2009 in Tunesien belegte er mit dem Team den siebten Platz. Nach einer knappen Halbfinalniederlage gegen den Dauerrivalen Dänemark  erreichte die Junioren-Nationalmannschaft den vierten Platz bei der U20-Europameisterschaft 2010 in Slowenien. Zum Abschluss der Jugendzeit wurde Alexander Becker 2011 mit der U21-Nationalmannschaft Junioren-Weltmeister in Griechenland.

## Erfolge
- 2008: Deutscher A-Jugend-Meister mit der U19 der SG Kronau/Östringen
- 2008: U18-Europameister mit der deutschen Jugend-Nationalmannschaft
- 2011: U21-Weltmeister mit der deutschen Junioren-Nationalmannschaft